# نيسان فوجا
نيسان فوجا هي سيارة من إنتاج شركة نيسان موتورز.

## وصلات خارجية
- Nissan Japan pages: early, current
- iSCENE M - Infiniti M / Fuga Forums